# EHF Liga prvaka 2009./10.
Ovo je 50. izdanje elitnog europskog klupskog rukometnog natjecanja. Format je promijenjen. Nakon kvalifikacija 32 momčadi raspoređene u četiri skupine po šest igraju turnir, nakon čega prve četiri iz svake prolaze i igraju osminu završnice. Hrvatski predstavnik RK Zagreb ispao je u osmini završnice od Barcelone (26:33, 33:36). Završni turnir (uveden ove sezone) održan je u Kölnu 29. i 30. svibnja.
- najbolji igrač:  Filip Jícha ( THW Kiel)

## Završni turnir

### Poluzavršnica
- Čehovski Medvedi -  Barcelona 27:34
- Ciudad Real -  THW Kiel 27:29

### Završnica
- Barcelona -  THW Kiel 34:36

- europski prvak:  THW Kiel (drugi naslov)

## Vanjske poveznice
- Opširnije